# Бухдорф
Бухдорф (нім. Buchdorf) — громада в Німеччині, знаходиться в землі Баварія. Підпорядковується адміністративному округу Швабія. Входить до складу району Донау-Ріс. Складова частина об'єднання громад Монгайм.
Площа — 16,80 км2. Населення становить 1906 ос. (станом на 31 грудня 2020).